# Нейролігін

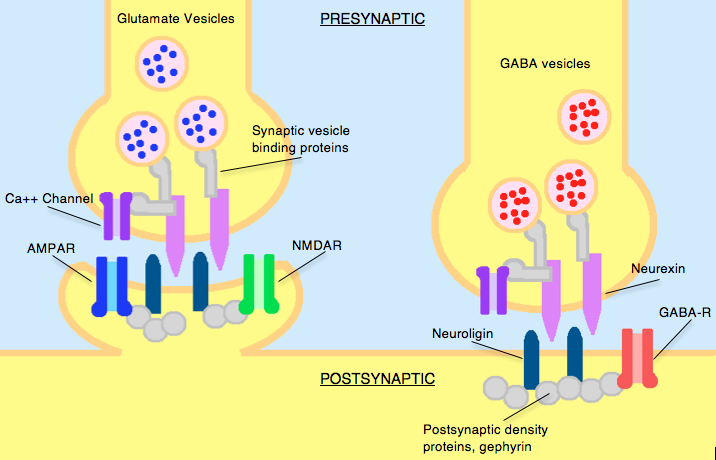

Нейролігіни (англ. Neuroligin, NLGN) — тип трансмембранних білків задіяних в процесах клітинної адгезії збоку постсинаптичної мембрани в клітинах нейронів. Внеклітиний домен нейролігінів має 32-26 % структурну схожість із глобулярним доменом ферменту ацетихолінестерази (AChE), що робить їх частиною надсімейства α/β-гідролаз. В результаті ліганд-взаємодії із пресинаптичним білком адгезії нейрексином впливає на формування та підтримання синаптичних контактів. Нейролігіни також взаємодіють із іншими постсинаптичними білками, відіграють роль у просторовому розташуванні рецепторів та йонних каналів. Мутації кодуючих нейролігини генів людини асоційовані із деякими розладами аутичного спектру та з формуванням особливостей когнітивного розвитку.

## Гени та експресія

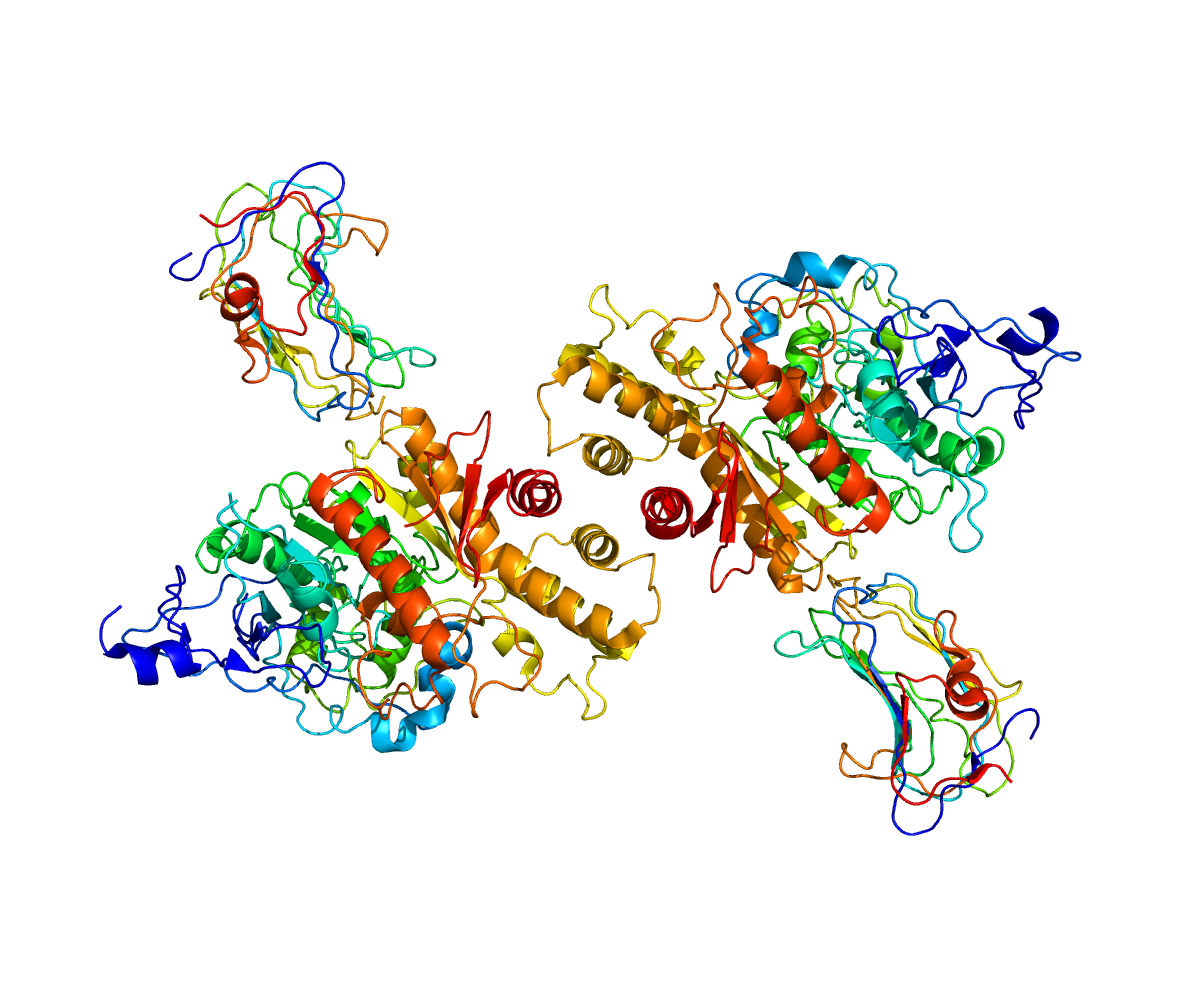

Гени, які кодують нейролігини є досить консервативними, їх ідентифіковано в геномах хребетних та безхребетних тварин, включно з деякими комахами та аплизією (морські зайці). В людини ідентифіковано п'ять генів кодуючих білки нейролігіни:
NLGN1 — експресується виключно в клітинах центральної нервової системи людини (ЦНС), в збудливих синапсах.
NLGN2 — експресується в гальмівних синапсах ЦНС. В організмах миші та людині були ідентифіковані також в тканинах жовчного міхура, легень, судин, матки та кишки.
NLGN3 — експресується в гальмівних та збудливих синаптичних контактах, в гліальних клітинах. В організмі людини експресується такох в клітинах серця, скелетних м'язів, жовчного міхура, плаценти.
NLGN4X — експресується в гальмівних синапсах ЦНС, клітинах серця, скелетній мускулатурі, жовчному міхурі. На Відміну від попередніх білків не є консервативним та ідентифікований виключно в організмі людини.
NLGN5 — (також відомий як NLGN4Y), кодуючий ген якого розташований на Y-хромосомі.

### Альтернативний сплайсинг
Позаклітинна частина нейролігінів AChE домену містить два сайти альтернативного сплайсингу, для кожного гену існує до чотирьох можливих ізоформ кодованого ним білка. Це набагато менше ніж в іншої половини нейролігін-нейрексинового комплексу (кількість варіантів нейрексину сягає >2000). Деякі, протилежні відносно розташування до синаптичної щілини, сплайс-варіанти є селективними по відношенню однин-до-одного, що натякає на можливу роль специфічних комбінацій ізоформ в міжклітинній комунікації, синаптичній організації тощо.

## Роль у формуванні синаптичних контактів
Нейролігіни здатні утворювати кальцій-залежні транссинаптичні контакти із зовнішніми LNS (англ. laminin, neurexin and sex hormone-binding globulin-like folding units) доменами пресинаптичних білків типу α-нейрексин, β-нейрексин.
In vitro нейролігіни експресовані на поверхні клітин (інших за нейрони) стимулюють формацію реліз-сайтів на поверхні наближених аксонів. Функціонально такі формації нагадують напів-синапс.
Результати in vivo дослідів вказують на формування синапсів під значним впливом інших адгезивних молекул таких як імуноглоболін (immunoglobulin-domain) та білків кадгеринів на початкових етапах утворення синаптичного контакту, тоді як нейролігін-нейрексин комплекси відіграють роль в підтримці цих контактів, локалізації везикул та рецепторів.